# پرونوبا اینکوگنیتا
پرونوبا اینکوگنیتا (نام علمی: Pronuba incognita) نام یک گونه از تیره سوسک‌های شاخ‌دراز است.